# Дзешковиці (гміна)
Гміна Дзешковіце (пол. Gmina Dzierzkowice) — сільська гміна у східній Польщі. Належить до Крашницького повіту Люблінського воєводства.
Станом на 31 грудня 2011 у гміні проживало 5407 осіб.

## Площа
Згідно з даними за 2007 рік площа гміни становила 86.81 км², у тому числі:
- орні землі: 71.00%
- ліси: 23.00%

Таким чином, площа гміни становить 8.63% площі повіту.

## Населення
Станом на 31 грудня 2011:
| Опис     | Загалом | Загалом | Чоловіки | Чоловіки | Жінки | Жінки |
| -------- | ------- | ------- | -------- | -------- | ----- | ----- |
| одиниця  | осіб    | %       | осіб     | %        | осіб  | %     |
| все      | 5407    | 100     | 2680     | 49.57    | 2727  | 50.43 |
| міське   | 0       | 100     | 0        |          | 0     |       |
| сільське | 5407    | 100     | 2680     | 49.57    | 2727  | 50.43 |

## Сусідні гміни
Гміна Дзешковіце межує з такими гмінами: Аннополь, Ґошцерадув, Юзефув-над-Віслою, Крашник, Крашник, Тшидник-Дужи, Ужендув.